# Дипалладийталлий
Дипалладийталлий — бинарное неорганическое соединение, интерметаллид
палладия и таллия
с формулой TlPd2,
кристаллы.

## Получение
- Сплавление стехиометрических количеств чистых веществ:

{\displaystyle {\mathsf {2Pd+Tl\ {\xrightarrow {1079^{o}C}}\ TlPd_{2}}}}

## Физические свойства
Дипалладийталлий образует кристаллы нескольких модификаций :
- α-TlPd2, гексагональная сингония, пространственная группа P 63/m, структура типа силицида диникеля Ni2Si, образуется по перитектической реакции при температуре 610°С[1](630°С[2]);
- β-TlPd2, гексагональная сингония, пространственная группа P 63/mmm, параметры ячейки a = 0,453 нм, c = 0,566 нм, Z = 2, структура типа диникельиндия InNi2, существует в интервале температур 510÷1079°С, имеет большой интервал гомогенности.